# Гргов
Гргов (словац. Hrhov) — село в окрузі Рожнява Кошицького краю Словаччини, історична область Гемера. Площа села 36,07 км². Станом на 31 грудня 2016 року в селі проживало 1109 жителів.

## Історія
Перші згадки про село датуються 1263 роком.

## Населення
| Рік:            | 1994. | 2004.   | 2014.   | 2024.   |
| --------------- | ----- | ------- | ------- | ------- |
| Кількість осіб: | 1177  | 1192    | 1115    | 1040    |
| Різниця:        |       | +1,27 % | -6,45 % | -6,72 % |

| Рік:            | 2023. | 2024.   |
| --------------- | ----- | ------- |
| Кількість осіб: | 1045  | 1040    |
| Різниця:        |       | -0,47 % |